# 리위안좡역
리위안좡역(중국어: 栗园庄站, 계획 단계에서는 광무국역(중국어: 矿务局站)으로 불림)은 중국 베이징시 먼터우거우구 융딩 지구 리위안좡 마을의 신청 대가·롄스후 서로 교차로 남쪽에 위치한 베이징 지하철 S1선의 지하철역이다. 2017년 12월 30일 본 노선 개통 및 사용을 개시했다.

## 역 구조

### 층별 구조
| 지상 3층 승강장 층 | 상대식 승강장, 오른쪽 출입문이 열림 | 상대식 승강장, 오른쪽 출입문이 열림 |
| 지상 3층 승강장 층 | ←                                   | ■ S1선 스창 방면 (샤오위안)         |
| 지상 3층 승강장 층 | →                                   | ■ S1선 핑궈위안 방면 (상안)         |
| 지상 3층 승강장 층 | 상대식 승강장, 오른쪽 출입문이 열림 |                                     |
| 지상 2층 대합실 층 | 대합실                              | 고객센터, 자동 발권기, 출입 게이트  |
| 지면층             | 출입구                              | A－B출입구                          |

### 승강장
이 역은 상대식 승강장이 2개 있으며, 모든 승강장에는 반밀폐형 스크린도어가 설치되어 있다. 대합실로 이어지는 에스컬레이터는 승강장 남쪽 끝에 위치한다.

## 출구
이 역은 현재 상융로의 동쪽과 서쪽에 2개의 출입구가 있다. 입구 A는 도로의 서쪽에 있고 출구 B는 도로의 동쪽에 있다. 출구에는 엘리베이터가 설치되어 있다.
|                         |                |                                                   |      |             |  |
| 출구                    | 지시           | 출구 인근                                         | 사진 | 무장애 시설 |  |
| 出口 · A · 1            | 융안로(永安路) | 융안로(永安路) 남측, 롄스후 서로(莲石湖西路) 남측 |      | 빈칸        |  |
| 出口 · A · 2            | 융안로(永安路) | 융안로(永安路) 남측, 롄스후 서로(莲石湖西路) 남측 |      |             |  |
| 出口 · B · 1            | 융안로(永安路) | 융안로(永安路) 남측, 롄스후 서로(莲石湖西路) 남측 |      | 빈칸        |  |
| 出口 · B · 2            | 융안로(永安路) | 융안로(永安路) 남측, 롄스후 서로(莲石湖西路) 남측 |      |             |  |
| 아이콘 설명: 엘리베이터 |                |                                                   |      |             |  |